# Szumen (stacja kolejowa)
Szumen (bułg. Железопътна гара Шумен) – stacja kolejowa w miejscowości Szumen, w obwodzie Szumen, w Bułgarii. Znajduje się na linii Sofia – Warna i Szumen – Komunari.

## Linie kolejowe
- Linia Sofia – Warna
- Linia Szumen – Komunari